# Katholische Universität von Korea
Die Katholische Universität von Korea (Hangeul: 가톨릭대학교; englisch The Catholic University of Korea) ist eine private katholische Universität mit Sitz in der südkoreanischen Hauptstadt Seoul sowie in Bucheon.
Die Universität wurde 1990 durch den Zusammenschluss des College of Medicine und des Songsim Women’s College gegründet. Vorläufer war das 1855 durch den Jesuitenpater Joseph Ambroise Maistre gegründete St. Joseph-Seminar. Über 13.000 Studierende werden in Bachelor-, Master- und PhD-Programmen ausgebildet. Englisch ist Unterrichtssprache. Angegliedert an die medizinische Fakultät sind acht Krankenhäuser.